# John Ha Tiong Hock
John Ha Tiong Hock (Kuching, Sarawak, Malasia, 5 de marzo de 1947) es un arzobispo católico malasio.

## Biografía
Cuando él era joven descubrió su vocación religiosa y decidió entrar a un seminario católico, en el cual al realizar sus estudios eclesiásticos, filosóficos y teológicos, fue ordenado sacerdote el día 14 de diciembre de 1972.
Tras su ordenación estuvo ejerciendo su ministerio pastoral y al cabo de los años, el 17 de enero de 1998, el Papa Juan Pablo II lo nombró como Obispo auxiliar de la Arquidiócesis de Kuching y Obispo titular de la Diócesis de Canapium.
Recibió la consagración episcopal el 6 de junio del mismo año, a manos del arzobispo Mons. Peter Chung Hoan Ting y de sus co-consagrantes: el entonces Arzobispo de Kuala Lumpur Mons. Anthony Soter Fernandez y el entonces Arzobispo de Singapur Mons. Gregory Yong Sooi Ngean.
Actualmente desde el 21 de junio de 2003, es el nuevo Arzobispo de Kuching. Tomó posesión oficial de este nuevo cargo, el día 16 de julio.
Al mismo tiempo, desde agosto de 2012 es el presidente de la Conferencia Episcopal de Malasia.
Del 4 al 25 de octubre, ha sido un partícipe en la XIV Asamblea General Ordinaria del sínodo de obispos, que se celebró en la Ciudad del Vaticano y estuvo presidida por el Papa Francisco.